# Aziatische auto in 2010
Dit artikel geeft een overzicht van alle Aziatische personenwagens die in 2010 op de markt kwamen. De auto's staan alfabetisch gerangschikt per merk.
| Buick |                  | concern:                                                                                         | SAIC-GM China |
| Buick | divisie:         |                                                                                                  |               |
| Buick | merk:            | Buick Verenigde Staten                                                                           |               |
| Buick | model:           | Excelle XT vijfdeurhatchback / GT sedan (2e generatie; badge-engineered 4e generatie Opel Astra) |               |
| Buick | einde productie: | 2015                                                                                             |               |
| Buick | productieaantal: | ruim 1,1 miljoen (verkocht in China)                                                             |               |

| Buick |                  | concern:                                                     | SAIC-GM China |
| Buick | divisie:         |                                                              |               |
| Buick | merk:            | Buick Verenigde Staten                                       |               |
| Buick | model:           | GL8 mpv (2e generatie; naast de 3e en 4e generatie verkocht) |               |
| Buick | einde productie: | ?                                                            |               |
| Buick | productieaantal: | ?                                                            |               |

| BMW |                  | concern:                                                                                   | BMW Brilliance Automotive China |
| BMW | divisie:         |                                                                                            |                                 |
| BMW | merk:            | BMW Duitsland                                                                              |                                 |
| BMW | model:           | 5-serie L (F18; 6e generatie 5-serie; sedan met verlengde wielbasis voor de Chinese markt) |                                 |
| BMW | einde productie: | 2016                                                                                       |                                 |
| BMW | productieaantal: | ca. 812.000 (verkocht)                                                                     |                                 |

| BYD |                  | concern:                 | onafhankelijk |
| BYD | divisie:         |                          |               |
| BYD | merk:            | BYD China                |               |
| BYD | model:           | F3DM plug-inhybride      |               |
| BYD | einde productie: | 2013                     |               |
| BYD | productieaantal: | 2331 (verkocht in China) |               |

| BYD |                  | concern:                 | onafhankelijk |
| BYD | divisie:         |                          |               |
| BYD | merk:            | BYD China                |               |
| BYD | model:           | G3R vijfdeurhatchback    |               |
| BYD | einde productie: | 2014                     |               |
| BYD | productieaantal: | 6135 (verkocht in China) |               |

| BYD |                  | concern:                                                   | onafhankelijk |
| BYD | divisie:         |                                                            |               |
| BYD | merk:            | BYD China                                                  |               |
| BYD | model:           | L3 sedan (als New F3 en F5 op de markt in Latijns-Amerika) |               |
| BYD | einde productie: | 2015                                                       |               |
| BYD | productieaantal: | 280.360 (verkocht in China)                                |               |

| BYD |                  | concern:                   | onafhankelijk |
| BYD | divisie:         |                            |               |
| BYD | merk:            | BYD China                  |               |
| BYD | model:           | M6                         |               |
| BYD | einde productie: | 2015                       |               |
| BYD | productieaantal: | 23.513 (verkocht in China) |               |

| Chevrolet |                  | concern:                                    | SAIC-GM China |
| Chevrolet | divisie:         |                                             |               |
| Chevrolet | merk:            | Chevrolet Verenigde Staten                  |               |
| Chevrolet | model:           | Sail sedan/vijfdeurhatchback (2e generatie) |               |
| Chevrolet | einde productie: | 2017                                        |               |
| Chevrolet | productieaantal: | ?                                           |               |

| Foton |                  | concern:                        | BAIC Group China |
| Foton | divisie:         |                                 |                  |
| Foton | merk:            | Foton China                     |                  |
| Foton | model:           | View Kuaiyun / Kuaijie / Kuaike |                  |
| Foton | einde productie: | 2017                            |                  |
| Foton | productieaantal: | ?                               |                  |

| Ford |                  | concern: | Ford Motor Company Verenigde Staten |
| Ford | divisie:         | Ford India India |                                     |
| Ford | merk:            | Ford Verenigde Staten |                                     |
| Ford | model:           | Figo vijfdeurhatchback (1e generatie; gebaseerd op de 5e generatie Fiesta; ook in Zuid-Afrika en Mexico verkocht, in Mexico als Ikon Hatch) |                                     |
| Ford | einde productie: | 2015 |                                     |
| Ford | productieaantal: | ? |                                     |

| Hafei |                  | concern:                                                  | Chang'an China |
| Hafei | divisie:         |                                                           |                |
| Hafei | merk:            | Hafei China                                               |                |
| Hafei | model:           | Junyi minibus (badge-engineered Chana Star S460 uit 2008) |                |
| Hafei | einde productie: | 2012                                                      |                |
| Hafei | productieaantal: | ?                                                         |                |

| IKCO |                  | concern:                                                        | Iran Khodro Iran |
| IKCO | divisie:         |                                                                 |                  |
| IKCO | merk:            | IKCO Iran                                                       |                  |
| IKCO | model:           | Runna kleine sedan (gebaseerd op de Peugeot 206 sedan uit 2006) |                  |
| IKCO | einde productie: | ?                                                               |                  |
| IKCO | productieaantal: | ?                                                               |                  |

| Kia |                  | concern: | Hyundai Zuid-Korea |
| Kia | divisie:         | |                    |
| Kia | merk:            | Kia Zuid-Korea |                    |
| Kia | model:           | Forte Forte5 vijfdeurhatchback / Koup coupé (1e generatie; in een aantal landen, waaronder Zuid-Korea zelf en in Zuid-Amerika, als 2e generatie Cerato op de markt) |                    |
| Kia | einde productie: | 2013 |                    |
| Kia | productieaantal: | ? |                    |

| Kia |                  | concern:                                                               | Hyundai Zuid-Korea |
| Kia | divisie:         |                                                                        |                    |
| Kia | merk:            | Kia Zuid-Korea                                                         |                    |
| Kia | model:           | Optima sedan (3e generatie; als K5 op de markt in Zuid-Korea en China) |                    |
| Kia | einde productie: | 2015                                                                   |                    |
| Kia | productieaantal: | bijna 800.000 (verkocht in Europa, de Verenigde Staten en Canada)      |                    |

| Kia |                  | concern:                                                                             | Hyundai Zuid-Korea |
| Kia | divisie:         |                                                                                      |                    |
| Kia | merk:            | Kia Zuid-Korea                                                                       |                    |
| Kia | model:           | Sportage vijfdeur-suv (3e generatie; als Sportage R verkocht in Zuid-Korea en China) |                    |
| Kia | einde productie: | 2016                                                                                 |                    |
| Kia | productieaantal: | meer dan 1 miljoen verkocht                                                          |                    |

| Lexus |                  | concern:    | Toyota Japan |
| Lexus | divisie:         |             |              |
| Lexus | merk:            | Lexus Japan |              |
| Lexus | model:           | GX          |              |
| Lexus | einde productie: | ?           |              |
| Lexus | productieaantal: | ?           |              |

| Mazda |                  | concern:    | onafhankelijk |
| Mazda | divisie:         |             |               |
| Mazda | merk:            | Mazda Japan |               |
| Mazda | model:           | 2 / Demio   |               |
| Mazda | einde productie: | ?           |               |
| Mazda | productieaantal: | ?           |               |

| MG |                  | concern:                                                         | SAIC China |
| MG | divisie:         |                                                                  |            |
| MG | merk:            | MG China                                                         |            |
| MG | model:           | 350 sedan (1 generatie; badge-engineered Roewe 350 buiten China) |            |
| MG | einde productie: | 2015                                                             |            |
| MG | productieaantal: | ?                                                                |            |

| MG |                  | concern:                                                                                | SAIC China |
| MG | divisie:         |                                                                                         |            |
| MG | merk:            | MG China                                                                                |            |
| MG | model:           | MG 6 vijfdeurhatchback / sedan (1e generatie; verscheen in 2011 ook op de Britse markt) |            |
| MG | einde productie: | 2017                                                                                    |            |
| MG | productieaantal: | ruim 100.000 (verkocht in China); 2967 (verkocht in het Verenigd Koninkrijk)            |            |

| Nissan |                  | concern:     | onafhankelijk |
| Nissan | divisie:         |              |               |
| Nissan | merk:            | Nissan Japan |               |
| Nissan | model:           | Qashqai      |               |
| Nissan | einde productie: | ?            |               |
| Nissan | productieaantal: | ?            |               |

| Nissan |                  | concern:     | onafhankelijk |
| Nissan | divisie:         |              |               |
| Nissan | merk:            | Nissan Japan |               |
| Nissan | model:           | Pathfinder   |               |
| Nissan | einde productie: | ?            |               |
| Nissan | productieaantal: | ?            |               |

| Nissan |                  | concern:     | onafhankelijk |
| Nissan | divisie:         |              |               |
| Nissan | merk:            | Nissan Japan |               |
| Nissan | model:           | X-Trail      |               |
| Nissan | einde productie: | ?            |               |
| Nissan | productieaantal: | ?            |               |

| Nissan |                  | concern:     | onafhankelijk |
| Nissan | divisie:         |              |               |
| Nissan | merk:            | Nissan Japan |               |
| Nissan | model:           | Quest        |               |
| Nissan | einde productie: | ?            |               |
| Nissan | productieaantal: | ?            |               |

| Peugeot |                  | concern: | Dongfeng Peugeot-Citroën Automobile China |
| Peugeot | divisie:         | |                                           |
| Peugeot | merk:            | Peugeot Frankrijk |                                           |
| Peugeot | model:           | 408 sedan (1e generatie; gebaseerd op de Europese 308 hatchback uit 2007; vervolgens ook in andere opkomende markten, waaronder Latijns-Amerika, gemaakt en verkocht) |                                           |
| Peugeot | einde productie: | 2014 (China) |                                           |
| Peugeot | productieaantal: | ruim 200.000 (verkocht in China) |                                           |